# SN 2007oj
SN 2007oj – supernowa typu Ia odkryta 15 października 2007 roku w galaktyce A235138+0016. W momencie odkrycia miała maksymalną jasność 21,60m.